# Liste der Gemeinden im Département Aveyron

Lage des Départements Aveyron

Das Département Aveyron liegt in der Region Okzitanien in Frankreich. Es untergliedert sich in drei Arrondissements und 285 Gemeinden (frz. communes) (Stand 1. Januar 2017).
| Code INSEE | PLZ         | Gemeinde                       | Einwohner (Stand 1. Januar 2022) | Fläche in km² | Einwohner je km² | Kanton seit 30. März 2015 Kanton bis zum 29. März 2015      | Arrondissement seit 2017 Arrondissement bis 2016 | Gemeindeverband                          |
| ---------- | ----------- | ------------------------------ | -------------------------------- | ------------- | ---------------- | ----------------------------------------------------------- | ------------------------------------------------ | ---------------------------------------- |
| 12001      | 12630       | Agen-d’Aveyron                 | 1120                             | 22,35         | 50               | Causse-Comtal Pont-de-Salars                                | Millau Rodez                                     | Pays de Salars                           |
| 12002      | 12520       | Aguessac                       | 924                              | 17,64         | 52               | Millau-2 Millau-Est                                         | Millau                                           | Millau Grands Causses                    |
| 12004      | 12300       | Almont-les-Junies              | 438                              | 23,75         | 18               | Lot et Dourdou Decazeville                                  | Villefranche-de-Rouergue                         | Decazeville Communauté                   |
| 12006      | 12430       | Alrance                        | 333                              | 35,43         | 9                | Raspes et Lévezou Salles-Curan                              | Millau                                           | Lévézou Pareloup                         |
| 12007      | 12260       | Ambeyrac                       | 181                              | 11,24         | 16               | Villeneuvois et Villefranchois Villeneuve                   | Villefranche-de-Rouergue                         | Ouest Aveyron Communauté                 |
| 12008      | 12390       | Anglars-Saint-Félix            | 918                              | 22,22         | 41               | Enne et Alzou Rignac                                        | Villefranche-de-Rouergue Rodez                   | Pays Rignacois                           |
| 12223      | 12210 12420 | Argences en Aubrac             | 1597                             | 151,78        | 11               | Aubrac et Carladez Sainte-Geneviève-sur-Argence             | Rodez                                            | Aubrac, Carladez et Viadène              |
| 12009      | 12360       | Arnac-sur-Dourdou              | 44                               | 16,57         | 3                | Causses-Rougiers Camarès                                    | Millau                                           | Monts, Rance et Rougier                  |
| 12010      | 12290       | Arques                         | 165                              | 11,29         | 15               | Raspes et Lévezou Pont-de-Salars                            | Millau Rodez                                     | Pays de Salars                           |
| 12011      | 12120       | Arvieu                         | 765                              | 46,91         | 16               | Monts du Réquistanais Cassagnes-Bégonhès                    | Millau Rodez                                     | Lévézou Pareloup                         |
| 12012      | 12700       | Asprières                      | 770                              | 17,09         | 45               | Lot et Montbazinois Capdenac-Gare                           | Villefranche-de-Rouergue                         | Grand-Figeac                             |
| 12013      | 12110       | Aubin                          | 3465                             | 27,23         | 127              | Enne et Alzou Aubin                                         | Villefranche-de-Rouergue                         | Decazeville Communauté                   |
| 12015      | 12120       | Auriac-Lagast                  | 229                              | 30,76         | 7                | Monts du Réquistanais Cassagnes-Bégonhès                    | Millau Rodez                                     | Réquistanais                             |
| 12016      | 12390       | Auzits                         | 813                              | 24,34         | 33               | Enne et Alzou Rignac                                        | Villefranche-de-Rouergue Rodez                   | Pays Rignacois                           |
| 12017      | 12430       | Ayssènes                       | 221                              | 23,14         | 10               | Raspes et Lévezou Saint-Rome-de-Tarn                        | Millau                                           | Muse et Raspes du Tarn                   |
| 12018      | 12260       | Balaguier-d’Olt                | 175                              | 10,84         | 16               | Lot et Montbazinois Capdenac-Gare                           | Villefranche-de-Rouergue                         | Grand-Figeac                             |
| 12019      | 12380       | Balaguier-sur-Rance            | 89                               | 9,80          | 9                | Causses-Rougiers Saint-Sernin-sur-Rance                     | Millau                                           | Monts, Rance et Rougier                  |
| 12056      | 12160       | Baraqueville                   | 3168                             | 33,53         | 94               | Ceor-Ségala Baraqueville-Sauveterre                         | Villefranche-de-Rouergue Rodez                   | Pays Ségali Communauté                   |
| 12024      | 12390       | Belcastel                      | 190                              | 10,74         | 18               | Enne et Alzou Rignac                                        | Villefranche-de-Rouergue Rodez                   | Pays Rignacois                           |
| 12025      | 12370       | Belmont-sur-Rance              | 990                              | 44,19         | 22               | Causses-Rougiers Belmont-sur-Rance                          | Millau                                           | Monts, Rance et Rougier                  |
| 12026      | 12310       | Bertholène                     | 1049                             | 46,96         | 22               | Lot et Palanges Laissac                                     | Rodez                                            | Causses à l’Aubrac                       |
| 12027      | 12500       | Bessuéjouls                    | 223                              | 11,29         | 20               | Lot et Truyère Espalion                                     | Rodez                                            | Comtal Lot et Truyère                    |
| 12028      | 12300       | Boisse-Penchot                 | 515                              | 4,64          | 111              | Lot et Dourdou Decazeville                                  | Villefranche-de-Rouergue                         | Decazeville Communauté                   |
| 12029      | 12270       | Bor-et-Bar                     | 198                              | 12,92         | 15               | Aveyron et Tarn Najac                                       | Villefranche-de-Rouergue                         | Ouest Aveyron Communauté                 |
| 12030      | 12300       | Bouillac                       | 368                              | 8,20          | 45               | Lot et Montbazinois Capdenac-Gare                           | Villefranche-de-Rouergue                         | Decazeville Communauté                   |
| 12031      | 12390       | Bournazel                      | 325                              | 16,35         | 20               | Enne et Alzou Rignac                                        | Villefranche-de-Rouergue Rodez                   | Pays Rignacois                           |
| 12032      | 12160       | Boussac                        | 605                              | 17,92         | 34               | Ceor-Ségala Baraqueville-Sauveterre                         | Villefranche-de-Rouergue Rodez                   | Pays Ségali Communauté                   |
| 12033      | 12340       | Bozouls                        | 3006                             | 69,69         | 43               | Causse-Comtal Bozouls                                       | Rodez                                            | Comtal Lot et Truyère                    |
| 12034      | 12350       | Brandonnet                     | 291                              | 12,22         | 24               | Villeneuvois et Villefranchois Montbazens                   | Villefranche-de-Rouergue                         | Plateau de Montbazens                    |
| 12035      | 12550       | Brasc                          | 172                              | 20,14         | 9                | Causses-Rougiers Saint-Sernin-sur-Rance                     | Millau                                           | Réquistanais                             |
| 12036      | 12600       | Brommat                        | 632                              | 43,28         | 15               | Aubrac et Carladez Mur-de-Barrez                            | Rodez                                            | Aubrac, Carladez et Viadène              |
| 12037      | 12480       | Broquiès                       | 612                              | 37,99         | 16               | Raspes et Lévezou Saint-Rome-de-Tarn                        | Millau                                           | Muse et Raspes du Tarn                   |
| 12038      | 12480       | Brousse-le-Château             | 165                              | 15,54         | 11               | Raspes et Lévezou Saint-Rome-de-Tarn                        | Millau                                           | Muse et Raspes du Tarn                   |
| 12039      | 12360       | Brusque                        | 259                              | 36,18         | 7                | Causses-Rougiers Camarès                                    | Millau                                           | Monts, Rance et Rougier                  |
| 12041      | 12800       | Cabanès                        | 279                              | 15,78         | 18               | Ceor-Ségala Naucelle                                        | Villefranche-de-Rouergue Rodez                   | Pays Ségali Communauté                   |
| 12042      | 12400       | Calmels-et-le-Viala            | 186                              | 23,20         | 8                | Saint-Affrique                                              | Millau                                           | Saint Affricain, Roquefort, Sept Vallons |
| 12043      | 12450       | Calmont                        | 2208                             | 30,89         | 71               | Monts du Réquistanais Cassagnes-Bégonhès                    | Villefranche-de-Rouergue Rodez                   | Pays Ségali Communauté                   |
| 12044      | 12360       | Camarès                        | 1028                             | 41,86         | 25               | Causses-Rougiers Camarès                                    | Millau                                           | Monts, Rance et Rougier                  |
| 12045      | 12160       | Camboulazet                    | 401                              | 14,26         | 28               | Ceor-Ségala Baraqueville-Sauveterre                         | Villefranche-de-Rouergue Rodez                   | Pays Ségali Communauté                   |
| 12046      | 12800       | Camjac                         | 575                              | 23,03         | 25               | Ceor-Ségala Naucelle                                        | Villefranche-de-Rouergue Rodez                   | Pays Ségali Communauté                   |
| 12047      | 12560       | Campagnac                      | 437                              | 41,88         | 10               | Tarn et Causses Campagnac                                   | Rodez Millau                                     | Causses à l’Aubrac                       |
| 12048      | 12140       | Campouriez                     | 330                              | 18,38         | 18               | Aubrac et Carladez Saint-Amans-des-Cots                     | Rodez                                            | Aubrac, Carladez et Viadène              |
| 12049      | 12580       | Campuac                        | 452                              | 19,19         | 24               | Lot et Truyère Estaing                                      | Rodez                                            | Comtal Lot et Truyère                    |
| 12050      | 12290       | Canet-de-Salars                | 450                              | 29,97         | 15               | Raspes et Lévezou Pont-de-Salars                            | Millau Rodez                                     | Lévézou Pareloup                         |
| 12051      | 12420       | Cantoin                        | 312                              | 42,37         | 7                | Aubrac et Carladez Sainte-Geneviève-sur-Argence             | Rodez                                            | Aubrac, Carladez et Viadène              |
| 12052      | 12700       | Capdenac-Gare                  | 4394                             | 20,21         | 217              | Lot et Montbazinois Capdenac-Gare                           | Villefranche-de-Rouergue                         | Grand-Figeac                             |
| 12057      | 12120       | Cassagnes-Bégonhès             | 946                              | 30,93         | 31               | Monts du Réquistanais Cassagnes-Bégonhès                    | Villefranche-de-Rouergue Rodez                   | Pays Ségali Communauté                   |
| 12058      | 12210       | Cassuéjouls                    | 106                              | 10,35         | 10               | Aubrac et Carladez Laguiole                                 | Rodez                                            | Aubrac, Carladez et Viadène              |
| 12059      | 12240       | Castanet                       | 525                              | 30,42         | 17               | Ceor-Ségala Baraqueville-Sauveterre                         | Villefranche-de-Rouergue Rodez                   | Pays Ségali Communauté                   |
| 12060      | 12800       | Castelmary                     | 118                              | 11,81         | 10               | Aveyron et Tarn La Salvetat-Peyralès                        | Villefranche-de-Rouergue Rodez                   | Pays Ségali Communauté                   |
| 12061      | 12500       | Castelnau-de-Mandailles        | 567                              | 35,87         | 16               | Lot et Palanges Espalion                                    | Rodez                                            | Causses à l’Aubrac                       |
| 12062      | 12620       | Castelnau-Pégayrols            | 346                              | 53,01         | 7                | Tarn et Causses Saint-Beauzély                              | Millau                                           | Muse et Raspes du Tarn                   |
| 12257      | 12700       | Causse-et-Diège                | 783                              | 29,85         | 26               | Lot et Montbazinois Capdenac-Gare                           | Villefranche-de-Rouergue                         | Grand-Figeac                             |
| 12065      | 12120       | Centrès                        | 462                              | 36,71         | 13               | Ceor-Ségala Naucelle                                        | Villefranche-de-Rouergue Rodez                   | Pays Ségali Communauté                   |
| 12066      | 12330       | Clairvaux-d’Aveyron            | 1154                             | 25,14         | 46               | Vallon Marcillac-Vallon                                     | Rodez                                            | Conques-Marcillac                        |
| 12068      | 12240       | Colombiès                      | 880                              | 55,23         | 16               | Ceor-Ségala Baraqueville-Sauveterre                         | Villefranche-de-Rouergue Rodez                   | Pays Ségali Communauté                   |
| 12069      | 12370       | Combret                        | 258                              | 49,85         | 5                | Causses-Rougiers Saint-Sernin-sur-Rance                     | Millau                                           | Monts, Rance et Rougier                  |
| 12070      | 12520       | Compeyre                       | 526                              | 10,36         | 51               | Millau-2 Millau-Est                                         | Millau                                           | Millau Grands Causses                    |
| 12071      | 12350       | Compolibat                     | 334                              | 17,04         | 20               | Villeneuvois et Villefranchois Montbazens                   | Villefranche-de-Rouergue                         | Plateau de Montbazens                    |
| 12072      | 12100       | Comprégnac                     | 217                              | 11,09         | 20               | Millau-1 Millau-Ouest                                       | Millau                                           | Millau Grands Causses                    |
| 12073      | 12120       | Comps-la-Grand-Ville           | 637                              | 21,95         | 29               | Monts du Réquistanais Cassagnes-Bégonhès                    | Millau Rodez                                     | Pays de Salars                           |
| 12074      | 12470       | Condom-d’Aubrac                | 289                              | 46,08         | 6                | Aubrac et Carladez Saint-Chély-d’Aubrac                     | Rodez                                            | Aubrac, Carladez et Viadène              |
| 12075      | 12170       | Connac                         | 101                              | 10,69         | 9                | Monts du Réquistanais Réquista                              | Millau Rodez                                     | Réquistanais                             |
| 12076      | 12320       | Conques-en-Rouergue            | 1555                             | 106,23        | 15               | Lot et Dourdou Conques                                      | Rodez                                            | Conques-Marcillac                        |
| 12077      | 12540       | Cornus                         | 513                              | 92,74         | 6                | Causses-Rougiers Cornus                                     | Millau                                           | Larzac et Vallées                        |
| 12079      | 12190       | Coubisou                       | 475                              | 30,95         | 15               | Lot et Truyère Estaing                                      | Rodez                                            | Comtal Lot et Truyère                    |
| 12080      | 12550       | Coupiac                        | 358                              | 24,72         | 14               | Causses-Rougiers Saint-Sernin-sur-Rance                     | Millau                                           | Saint Affricain, Roquefort, Sept Vallons |
| 12083      | 12110       | Cransac-les-Thermes            | 1464                             | 6,91          | 212              | Enne et Alzou Aubin                                         | Villefranche-de-Rouergue                         | Decazeville Communauté                   |
| 12084      | 12100       | Creissels                      | 1564                             | 28,19         | 55               | Millau-1 Millau-Ouest                                       | Millau                                           | Millau Grands Causses                    |
| 12085      | 12800       | Crespin                        | 317                              | 18,35         | 17               | Aveyron et Tarn La Salvetat-Peyralès                        | Villefranche-de-Rouergue Rodez                   | Pays Ségali Communauté                   |
| 12307      | 12410       | Curan                          | 302                              | 41,18         | 7                | Raspes et Lévezou Salles-Curan                              | Millau                                           | Lévézou Pareloup                         |
| 12088      | 12210       | Curières                       | 214                              | 36,06         | 6                | Aubrac et Carladez Laguiole                                 | Rodez                                            | Aubrac, Carladez et Viadène              |
| 12089      | 12300       | Decazeville                    | 5025                             | 13,88         | 362              | Lot et Dourdou Decazeville                                  | Villefranche-de-Rouergue                         | Decazeville Communauté                   |
| 12090      | 12000 12510 | Druelle Balsac                 | 3179                             | 51,25         | 62               | Vallon Rodez-Ouest                                          | Rodez                                            | Rodez Agglomération                      |
| 12091      | 12350       | Drulhe                         | 451                              | 18,03         | 25               | Villeneuvois et Villefranchois Montbazens                   | Villefranche-de-Rouergue                         | Plateau de Montbazens                    |
| 12092      | 12170       | Durenque                       | 524                              | 33,15         | 16               | Monts du Réquistanais Réquista                              | Millau Rodez                                     | Réquistanais                             |
| 12094      | 12140       | Entraygues-sur-Truyère         | 970                              | 30,15         | 32               | Lot et Truyère Entraygues-sur-Truyère                       | Rodez                                            | Comtal Lot et Truyère                    |
| 12095      | 12390       | Escandolières                  | 222                              | 13,50         | 16               | Enne et Alzou Rignac                                        | Villefranche-de-Rouergue Rodez                   | Pays Rignacois                           |
| 12096      | 12500       | Espalion                       | 4607                             | 36,60         | 126              | Lot et Truyère Espalion                                     | Rodez                                            | Comtal Lot et Truyère                    |
| 12097      | 12140       | Espeyrac                       | 248                              | 22,28         | 11               | Lot et Truyère Entraygues-sur-Truyère                       | Rodez                                            | Comtal Lot et Truyère                    |
| 12098      | 12190       | Estaing                        | 507                              | 16,96         | 30               | Lot et Truyère Estaing                                      | Rodez                                            | Comtal Lot et Truyère                    |
| 12099      | 12360       | Fayet                          | 236                              | 15,87         | 15               | Causses-Rougiers Camarès                                    | Millau                                           | Monts, Rance et Rougier                  |
| 12100      | 12300       | Firmi                          | 2333                             | 29,13         | 80               | Enne et Alzou Aubin                                         | Villefranche-de-Rouergue                         | Decazeville Communauté                   |
| 12101      | 12300       | Flagnac                        | 1081                             | 12,93         | 84               | Lot et Dourdou Decazeville                                  | Villefranche-de-Rouergue                         | Decazeville Communauté                   |
| 12102      | 12450       | Flavin                         | 2376                             | 50,77         | 47               | Nord-Lévezou Pont-de-Salars                                 | Millau Rodez                                     | Pays de Salars                           |
| 12103      | 12140       | Florentin-la-Capelle           | 281                              | 36,80         | 8                | Aubrac et Carladez Saint-Amans-des-Cots                     | Rodez                                            | Aubrac, Carladez et Viadène              |
| 12104      | 12260       | Foissac                        | 470                              | 9,68          | 49               | Lot et Montbazinois Capdenac-Gare                           | Villefranche-de-Rouergue                         | Ouest Aveyron Communauté                 |
| 12155      | 12540       | Fondamente                     | 335                              | 50,58         | 7                | Causses-Rougiers Cornus                                     | Millau                                           | Larzac et Vallées                        |
| 12106      | 12340       | Gabriac                        | 558                              | 25,54         | 22               | Causse-Comtal Bozouls                                       | Rodez                                            | Comtal Lot et Truyère                    |
| 12107      | 12310       | Gaillac-d’Aveyron              | 326                              | 29,03         | 11               | Lot et Palanges Laissac                                     | Rodez                                            | Causses à l’Aubrac                       |
| 12108      | 12220       | Galgan                         | 367                              | 20,37         | 18               | Lot et Montbazinois Montbazens                              | Villefranche-de-Rouergue                         | Plateau de Montbazens                    |
| 12109      | 12360       | Gissac                         | 96                               | 31,02         | 3                | Causses-Rougiers Camarès                                    | Millau                                           | Monts, Rance et Rougier                  |
| 12110      | 12140       | Golinhac                       | 370                              | 32,41         | 11               | Lot et Truyère Entraygues-sur-Truyère                       | Rodez                                            | Comtal Lot et Truyère                    |
| 12111      | 12390       | Goutrens                       | 478                              | 25,99         | 18               | Enne et Alzou Rignac                                        | Villefranche-de-Rouergue Rodez                   | Pays Rignacois                           |
| 12113      | 12160       | Gramond                        | 539                              | 13,14         | 41               | Ceor-Ségala Baraqueville-Sauveterre                         | Villefranche-de-Rouergue Rodez                   | Pays Ségali Communauté                   |
| 12116      | 12460       | Huparlac                       | 252                              | 24,70         | 10               | Aubrac et Carladez Saint-Amans-des-Cots                     | Rodez                                            | Aubrac, Carladez et Viadène              |
| 12115      | 12230       | L’Hospitalet-du-Larzac         | 344                              | 12,40         | 28               | Causses-Rougiers Nant                                       | Millau                                           | Larzac et Vallées                        |
| 12022      | 12490       | La Bastide-Pradines            | 120                              | 20,56         | 6                | Saint-Affrique                                              | Millau                                           | Larzac et Vallées                        |
| 12023      | 12550       | La Bastide-Solages             | 110                              | 7,10          | 15               | Causses-Rougiers Saint-Sernin-sur-Rance                     | Millau                                           | Réquistanais                             |
| 12053      | 12260       | La Capelle-Balaguier           | 345                              | 13,36         | 26               | Villeneuvois et Villefranchois Villeneuve                   | Villefranche-de-Rouergue                         | Ouest Aveyron Communauté                 |
| 12054      | 12240       | La Capelle-Bleys               | 355                              | 15,63         | 23               | Aveyron et Tarn Rieupeyroux                                 | Villefranche-de-Rouergue                         | Aveyron Bas Ségala Viaur                 |
| 12055      | 12130       | La Capelle-Bonance             | 91                               | 14,12         | 6                | Tarn et Causses Campagnac                                   | Rodez Millau                                     | Causses à l’Aubrac                       |
| 12063      | 12230       | La Cavalerie                   | 2208                             | 40,56         | 54               | Causses-Rougiers Nant                                       | Millau                                           | Larzac et Vallées                        |
| 12082      | 12230       | La Couvertoirade               | 200                              | 61,91         | 3                | Causses-Rougiers Nant                                       | Millau                                           | Larzac et Vallées                        |
| 12086      | 12640       | La Cresse                      | 323                              | 19,06         | 17               | Tarn et Causses Peyreleau                                   | Millau                                           | Millau Grands Causses                    |
| 12105      | 12270       | La Fouillade                   | 1113                             | 32,54         | 34               | Aveyron et Tarn Najac                                       | Villefranche-de-Rouergue                         | Ouest Aveyron Communauté                 |
| 12131      | 12740       | La Loubière                    | 1529                             | 28,71         | 53               | Causse-Comtal Bozouls                                       | Rodez                                            | Comtal Lot et Truyère                    |
| 12204      | 12100       | La Roque-Sainte-Marguerite     | 178                              | 49,40         | 4                | Tarn et Causses Peyreleau                                   | Millau                                           | Millau Grands Causses                    |
| 12205      | 12200       | La Rouquette                   | 774                              | 29,81         | 26               | Villefranche-de-Rouergue                                    | Villefranche-de-Rouergue                         | Ouest Aveyron Communauté                 |
| 12258      | 12440       | La Salvetat-Peyralès           | 1001                             | 54,24         | 18               | Aveyron et Tarn La Salvetat-Peyralès                        | Villefranche-de-Rouergue Rodez                   | Aveyron Bas Ségala Viaur                 |
| 12267      | 12170       | La Selve                       | 583                              | 48,27         | 12               | Monts du Réquistanais Réquista                              | Millau Rodez                                     | Réquistanais                             |
| 12269      | 12380       | La Serre                       | 127                              | 18,52         | 7                | Causses-Rougiers Saint-Sernin-sur-Rance                     | Millau                                           | Monts, Rance et Rougier                  |
| 12118      | 12600       | Lacroix-Barrez                 | 531                              | 28,01         | 19               | Aubrac et Carladez Mur-de-Barrez                            | Rodez                                            | Aubrac, Carladez et Viadène              |
| 12119      | 12210       | Laguiole                       | 1215                             | 63,06         | 19               | Aubrac et Carladez Laguiole                                 | Rodez                                            | Aubrac, Carladez et Viadène              |
| 12120      | 12310       | Laissac-Sévérac l’Église       | 2148                             | 33,90         | 63               | Lot et Palanges Laissac                                     | Rodez                                            | Causses à l’Aubrac                       |
| 12121      | 12350       | Lanuéjouls                     | 761                              | 12,00         | 63               | Villeneuvois et Villefranchois Montbazens                   | Villefranche-de-Rouergue                         | Plateau de Montbazens                    |
| 12122      | 12230       | Lapanouse-de-Cernon            | 121                              | 22,87         | 5                | Causses-Rougiers Cornus                                     | Millau                                           | Larzac et Vallées                        |
| 12124      | 12500       | Lassouts                       | 318                              | 30,74         | 10               | Lot et Palanges Espalion                                    | Rodez                                            | Comtal Lot et Truyère                    |
| 12125      | 12380       | Laval-Roquecezière             | 294                              | 30,66         | 10               | Causses-Rougiers Saint-Sernin-sur-Rance                     | Millau                                           | Monts, Rance et Rougier                  |
| 12021      | 12200 12240 | Le Bas Ségala                  | 1610                             | 82,33         | 20               | Aveyron et Tarn Rieupeyroux                                 | Villefranche-de-Rouergue                         | Aveyron Bas Ségala Viaur                 |
| 12064      | 12500       | Le Cayrol                      | 253                              | 22,16         | 11               | Lot et Truyère Espalion                                     | Rodez                                            | Comtal Lot et Truyère                    |
| 12067      | 12540       | Le Clapier                     | 88                               | 19,60         | 4                | Causses-Rougiers Cornus                                     | Millau                                           | Larzac et Vallées                        |
| 12093      | 12140       | Le Fel                         | 192                              | 24,89         | 8                | Lot et Truyère Entraygues-sur-Truyère                       | Rodez                                            | Comtal Lot et Truyère                    |
| 12146      | 12000       | Le Monastère                   | 2301                             | 6,73          | 342              | Rodez-2 Rodez-Est                                           | Rodez                                            | Rodez Agglomération                      |
| 12172      | 12190       | Le Nayrac                      | 546                              | 36,57         | 15               | Lot et Truyère Estaing                                      | Rodez                                            | Comtal Lot et Truyère                    |
| 12284      | 12430       | Le Truel                       | 349                              | 26,48         | 13               | Raspes et Lévezou Saint-Rome-de-Tarn                        | Millau                                           | Muse et Raspes du Tarn                   |
| 12297      | 12290       | Le Vibal                       | 524                              | 25,92         | 20               | Raspes et Lévezou Pont-de-Salars                            | Millau Rodez                                     | Pays de Salars                           |
| 12127      | 12170       | Lédergues                      | 664                              | 36,31         | 18               | Monts du Réquistanais Réquista                              | Millau Rodez                                     | Réquistanais                             |
| 12003      | 12220       | Les Albres                     | 344                              | 15,22         | 23               | Lot et Montbazinois Capdenac-Gare                           | Villefranche-de-Rouergue                         | Plateau de Montbazens                    |
| 12078      | 12400       | Les Costes-Gozon               | 165                              | 20,33         | 8                | Raspes et Lévezou Saint-Rome-de-Tarn                        | Millau                                           | Muse et Raspes du Tarn                   |
| 12128      | 12440       | Lescure-Jaoul                  | 222                              | 18,52         | 12               | Aveyron et Tarn La Salvetat-Peyralès                        | Villefranche-de-Rouergue Rodez                   | Aveyron Bas Ségala Viaur                 |
| 12129      | 12430       | Lestrade-et-Thouels            | 442                              | 42,27         | 10               | Raspes et Lévezou Saint-Rome-de-Tarn                        | Millau                                           | Muse et Raspes du Tarn                   |
| 12130      | 12300       | Livinhac-le-Haut               | 1102                             | 10,97         | 100              | Lot et Dourdou Decazeville                                  | Villefranche-de-Rouergue                         | Decazeville Communauté                   |
| 12133      | 12450       | Luc-la-Primaube                | 6054                             | 26,85         | 225              | Nord-Lévezou Rodez-Ouest                                    | Rodez                                            | Rodez Agglomération                      |
| 12134      | 12220       | Lugan                          | 359                              | 12,61         | 28               | Lot et Montbazinois Montbazens                              | Villefranche-de-Rouergue                         | Plateau de Montbazens                    |
| 12135      | 12270       | Lunac                          | 435                              | 18,78         | 23               | Aveyron et Tarn Najac                                       | Villefranche-de-Rouergue                         | Ouest Aveyron Communauté                 |
| 12136      | 12350       | Maleville                      | 953                              | 36,35         | 26               | Villeneuvois et Villefranchois Montbazens                   | Villefranche-de-Rouergue                         | Ouest Aveyron Communauté                 |
| 12137      | 12160       | Manhac                         | 873                              | 18,50         | 47               | Ceor-Ségala Baraqueville-Sauveterre                         | Villefranche-de-Rouergue Rodez                   | Pays Ségali Communauté                   |
| 12138      | 12330       | Marcillac-Vallon               | 1714                             | 14,59         | 117              | Vallon Marcillac-Vallon                                     | Rodez                                            | Conques-Marcillac                        |
| 12139      | 12540       | Marnhagues-et-Latour           | 144                              | 21,92         | 7                | Causses-Rougiers Cornus                                     | Millau                                           | Larzac et Vallées                        |
| 12140      | 12200       | Martiel                        | 989                              | 46,71         | 21               | Villeneuvois et Villefranchois Villefranche-de-Rouergue     | Villefranche-de-Rouergue                         | Ouest Aveyron Communauté                 |
| 12141      | 12550       | Martrin                        | 234                              | 23,31         | 10               | Causses-Rougiers Saint-Sernin-sur-Rance                     | Millau                                           | Saint Affricain, Roquefort, Sept Vallons |
| 12142      | 12390       | Mayran                         | 614                              | 15,36         | 40               | Enne et Alzou Rignac                                        | Villefranche-de-Rouergue                         | Pays Rignacois                           |
| 12143      | 12360       | Mélagues                       | 56                               | 44,51         | 1                | Causses-Rougiers Camarès                                    | Millau                                           | Monts, Rance et Rougier                  |
| 12144      | 12120       | Meljac                         | 135                              | 9,54          | 14               | Ceor-Ségala Naucelle                                        | Villefranche-de-Rouergue Rodez                   | Pays Ségali Communauté                   |
| 12145      | 12100       | Millau                         | 21.859                           | 168,23        | 130              | Millau-1 Millau-2 Millau-Est Millau-Ouest                   | Millau                                           | Millau Grands Causses                    |
| 12147      | 12360       | Montagnol                      | 147                              | 34,47         | 4                | Causses-Rougiers Camarès                                    | Millau                                           | Monts, Rance et Rougier                  |
| 12148      | 12220       | Montbazens                     | 1444                             | 17,48         | 83               | Lot et Montbazinois Montbazens                              | Villefranche-de-Rouergue                         | Plateau de Montbazens                    |
| 12149      | 12550       | Montclar                       | 140                              | 12,80         | 11               | Causses-Rougiers Saint-Sernin-sur-Rance                     | Millau                                           | Réquistanais                             |
| 12150      | 12200       | Monteils                       | 469                              | 17,19         | 27               | Aveyron et Tarn Najac                                       | Villefranche-de-Rouergue                         | Ouest Aveyron Communauté                 |
| 12151      | 12460       | Montézic                       | 226                              | 18,87         | 12               | Aubrac et Carladez Saint-Amans-des-Cots                     | Rodez                                            | Aubrac, Carladez et Viadène              |
| 12152      | 12380       | Montfranc                      | 130                              | 6,20          | 21               | Causses-Rougiers Saint-Sernin-sur-Rance                     | Millau                                           | Monts, Rance et Rougier                  |
| 12153      | 12490       | Montjaux                       | 435                              | 31,48         | 14               | Tarn et Causses Saint-Beauzély                              | Millau                                           | Muse et Raspes du Tarn                   |
| 12154      | 12400       | Montlaur                       | 660                              | 41,57         | 16               | Causses-Rougiers Belmont-sur-Rance                          | Millau                                           | Monts, Rance et Rougier                  |
| 12156      | 12210       | Montpeyroux                    | 519                              | 61,71         | 8                | Aubrac et Carladez Laguiole                                 | Rodez                                            | Aubrac, Carladez et Viadène              |
| 12157      | 12630       | Montrozier                     | 1748                             | 46,78         | 37               | Causse-Comtal Bozouls                                       | Rodez                                            | Comtal Lot et Truyère                    |
| 12158      | 12260       | Montsalès                      | 323                              | 12,47         | 26               | Villeneuvois et Villefranchois Villeneuve                   | Villefranche-de-Rouergue                         | Ouest Aveyron Communauté                 |
| 12159      | 12200       | Morlhon-le-Haut                | 555                              | 22,09         | 25               | Aveyron et Tarn Villefranche-de-Rouergue                    | Villefranche-de-Rouergue                         | Ouest Aveyron Communauté                 |
| 12160      | 12720       | Mostuéjouls                    | 329                              | 30,95         | 11               | Tarn et Causses Peyreleau                                   | Millau                                           | Millau Grands Causses                    |
| 12192      | 12370       | Mounes-Prohencoux              | 193                              | 37,62         | 5                | Causses-Rougiers Belmont-sur-Rance                          | Millau                                           | Monts, Rance et Rougier                  |
| 12161      | 12330       | Mouret                         | 558                              | 31,61         | 18               | Vallon Marcillac-Vallon                                     | Rodez                                            | Conques-Marcillac                        |
| 12162      | 12160       | Moyrazès                       | 1085                             | 48,67         | 22               | Ceor-Ségala Baraqueville-Sauveterre                         | Villefranche-de-Rouergue Rodez                   | Pays Ségali Communauté                   |
| 12163      | 12370       | Murasson                       | 213                              | 40,25         | 5                | Causses-Rougiers Belmont-sur-Rance                          | Millau                                           | Monts, Rance et Rougier                  |
| 12164      | 12600       | Mur-de-Barrez                  | 685                              | 20,18         | 34               | Aubrac et Carladez Mur-de-Barrez                            | Rodez                                            | Aubrac, Carladez et Viadène              |
| 12165      | 12330       | Muret-le-Château               | 365                              | 14,98         | 24               | Vallon Marcillac-Vallon                                     | Rodez                                            | Conques-Marcillac                        |
| 12166      | 12600       | Murols                         | 102                              | 13,90         | 7                | Aubrac et Carladez Mur-de-Barrez                            | Rodez                                            | Aubrac, Carladez et Viadène              |
| 12167      | 12270       | Najac                          | 736                              | 53,88         | 14               | Aveyron et Tarn Najac                                       | Villefranche-de-Rouergue                         | Ouest Aveyron Communauté                 |
| 12168      | 12230       | Nant                           | 1017                             | 109,40        | 9                | Millau-2 Nant                                               | Millau                                           | Larzac et Vallées                        |
| 12169      | 12800       | Naucelle                       | 2017                             | 23,23         | 87               | Ceor-Ségala Naucelle                                        | Villefranche-de-Rouergue Rodez                   | Pays Ségali Communauté                   |
| 12170      | 12700       | Naussac                        | 414                              | 14,70         | 28               | Lot et Montbazinois Capdenac-Gare                           | Villefranche-de-Rouergue                         | Ouest Aveyron Communauté                 |
| 12171      | 12330       | Nauviale                       | 591                              | 26,19         | 23               | Vallon Marcillac-Vallon                                     | Rodez                                            | Conques-Marcillac                        |
| 12174      | 12510       | Olemps                         | 3531                             | 12,79         | 276              | Nord-Lévezou Rodez-Ouest                                    | Rodez                                            | Rodez Agglomération                      |
| 12175      | 12260       | Ols-et-Rinhodes                | 168                              | 10,82         | 16               | Villeneuvois et Villefranchois Villeneuve                   | Villefranche-de-Rouergue                         | Ouest Aveyron Communauté                 |
| 12176      | 12850       | Onet-le-Château                | 12.062                           | 40,20         | 300              | Rodez-Onet Rodez-Nord                                       | Rodez                                            | Rodez Agglomération                      |
| 12177      | 12310 12340 | Palmas d’Aveyron               | 1027                             | 43,58         | 24               | Lot et Palanges Laissac                                     | Rodez                                            | Causses à l’Aubrac                       |
| 12178      | 12520       | Paulhe                         | 365                              | 4,72          | 77               | Millau-2 Millau-Est                                         | Millau                                           | Millau Grands Causses                    |
| 12179      | 12360       | Peux-et-Couffouleux            | 87                               | 21,71         | 4                | Causses-Rougiers Camarès                                    | Millau                                           | Monts, Rance et Rougier                  |
| 12180      | 12720       | Peyreleau                      | 71                               | 16,14         | 4                | Tarn et Causses Peyreleau                                   | Millau                                           | Millau Grands Causses                    |
| 12181      | 12220       | Peyrusse-le-Roc                | 202                              | 13,81         | 15               | Lot et Montbazinois Montbazens                              | Villefranche-de-Rouergue                         | Plateau de Montbazens                    |
| 12182      | 12130       | Pierrefiche                    | 293                              | 17,10         | 17               | Lot et Palanges Saint-Geniez-d’Olt                          | Rodez                                            | Causses à l’Aubrac                       |
| 12183      | 12550       | Plaisance                      | 221                              | 14,00         | 16               | Causses-Rougiers Saint-Sernin-sur-Rance                     | Millau                                           | Saint Affricain, Roquefort, Sept Vallons |
| 12184      | 12130       | Pomayrols                      | 118                              | 23,10         | 5                | Lot et Palanges Saint-Geniez-d’Olt                          | Rodez                                            | Causses à l’Aubrac                       |
| 12185      | 12290       | Pont-de-Salars                 | 1630                             | 44,90         | 36               | Raspes et Lévezou Pont-de-Salars                            | Millau Rodez                                     | Pays de Salars                           |
| 12186      | 12380       | Pousthomy                      | 212                              | 17,33         | 12               | Causses-Rougiers Saint-Sernin-sur-Rance                     | Millau                                           | Monts, Rance et Rougier                  |
| 12187      | 12470       | Prades-d’Aubrac                | 310                              | 46,64         | 7                | Lot et Palanges Saint-Geniez-d’Olt                          | Rodez                                            | Causses à l’Aubrac                       |
| 12188      | 12290       | Prades-Salars                  | 315                              | 30,55         | 10               | Raspes et Lévezou Pont-de-Salars                            | Millau Rodez                                     | Pays de Salars                           |
| 12189      | 12240       | Pradinas                       | 359                              | 22,68         | 16               | Ceor-Ségala Baraqueville-Sauveterre                         | Villefranche-de-Rouergue Rodez                   | Pays Ségali Communauté                   |
| 12190      | 12350       | Prévinquières                  | 275                              | 20,86         | 13               | Aveyron et Tarn Rieupeyroux                                 | Villefranche-de-Rouergue                         | Aveyron Bas Ségala Viaur                 |
| 12191      | 12350       | Privezac                       | 342                              | 11,09         | 31               | Villeneuvois et Villefranchois Montbazens                   | Villefranche-de-Rouergue                         | Plateau de Montbazens                    |
| 12193      | 12320       | Pruines                        | 287                              | 18,88         | 15               | Vallon Marcillac-Vallon                                     | Rodez                                            | Conques-Marcillac                        |
| 12194      | 12800       | Quins                          | 885                              | 38,46         | 23               | Ceor-Ségala Naucelle                                        | Villefranche-de-Rouergue Rodez                   | Pays Ségali Communauté                   |
| 12195      | 12400       | Rebourguil                     | 287                              | 35,31         | 8                | Causses-Rougiers Belmont-sur-Rance                          | Millau                                           | Monts, Rance et Rougier                  |
| 12197      | 12170       | Réquista                       | 1940                             | 59,32         | 33               | Monts du Réquistanais Réquista                              | Millau Rodez                                     | Réquistanais                             |
| 12198      | 12240       | Rieupeyroux                    | 1922                             | 54,81         | 35               | Aveyron et Tarn Rieupeyroux                                 | Villefranche-de-Rouergue                         | Aveyron Bas Ségala Viaur                 |
| 12199      | 12390       | Rignac                         | 2019                             | 33,35         | 61               | Enne et Alzou Rignac                                        | Villefranche-de-Rouergue Rodez                   | Pays Rignacois                           |
| 12200      | 12640       | Rivière-sur-Tarn               | 1045                             | 26,08         | 40               | Tarn et Causses Peyreleau                                   | Millau                                           | Millau Grands Causses                    |
| 12201      | 12340       | Rodelle                        | 1097                             | 53,43         | 21               | Causse-Comtal Bozouls                                       | Rodez                                            | Comtal Lot et Truyère                    |
| 12202      | 12000       | Rodez                          | 24.136                           | 11,18         | 2159             | Rodez-1 Rodez-2 Rodez-Onet Rodez-Est Rodez-Nord Rodez-Ouest | Rodez                                            | Rodez Agglomération                      |
| 12203      | 12250       | Roquefort-sur-Soulzon          | 502                              | 17,03         | 29               | Saint-Affrique                                              | Millau                                           | Saint Affricain, Roquefort, Sept Vallons |
| 12206      | 12220       | Roussennac                     | 618                              | 17,27         | 36               | Lot et Montbazinois Montbazens                              | Villefranche-de-Rouergue                         | Plateau de Montbazens                    |
| 12207      | 12120       | Rullac-Saint-Cirq              | 342                              | 32,74         | 10               | Monts du Réquistanais Réquista                              | Millau Rodez                                     | Réquistanais                             |
| 12208      | 12400       | Saint-Affrique                 | 7924                             | 110,96        | 71               | Saint-Affrique                                              | Millau                                           | Saint Affricain, Roquefort, Sept Vallons |
| 12209      | 12460       | Saint-Amans-des-Cots           | 732                              | 41,51         | 18               | Aubrac et Carladez Saint-Amans-des-Cots                     | Rodez                                            | Aubrac, Carladez et Viadène              |
| 12210      | 12270       | Saint-André-de-Najac           | 455                              | 25,10         | 18               | Aveyron et Tarn Najac                                       | Villefranche-de-Rouergue                         | Ouest Aveyron Communauté                 |
| 12211      | 12720       | Saint-André-de-Vézines         | 132                              | 38,97         | 3                | Tarn et Causses Peyreleau                                   | Millau                                           | Millau Grands Causses                    |
| 12212      | 12540       | Saint-Beaulize                 | 100                              | 19,97         | 5                | Causses-Rougiers Cornus                                     | Millau                                           | Larzac et Vallées                        |
| 12213      | 12620       | Saint-Beauzély                 | 575                              | 30,69         | 19               | Tarn et Causses Saint-Beauzély                              | Millau                                           | Muse et Raspes du Tarn                   |
| 12214      | 12470       | Saint-Chély-d’Aubrac           | 517                              | 78,65         | 7                | Aubrac et Carladez Saint-Chély-d’Aubrac                     | Rodez                                            | Aubrac, Carladez et Viadène              |
| 12215      | 12330       | Saint-Christophe-Vallon        | 1181                             | 23,22         | 51               | Vallon Marcillac-Vallon                                     | Rodez                                            | Conques-Marcillac                        |
| 12216      | 12500       | Saint-Côme-d’Olt               | 1446                             | 30,10         | 48               | Lot et Palanges Espalion                                    | Rodez                                            | Comtal Lot et Truyère                    |
| 12217      | 12260       | Sainte-Croix                   | 736                              | 25,88         | 28               | Villeneuvois et Villefranchois Villeneuve                   | Villefranche-de-Rouergue                         | Ouest Aveyron Communauté                 |
| 12219      | 12130       | Sainte-Eulalie-d’Olt           | 371                              | 17,48         | 21               | Lot et Palanges Saint-Geniez-d’Olt                          | Rodez                                            | Causses à l’Aubrac                       |
| 12220      | 12230       | Sainte-Eulalie-de-Cernon       | 321                              | 46,35         | 7                | Causses-Rougiers Cornus                                     | Millau                                           | Larzac et Vallées                        |
| 12234      | 12120       | Sainte-Juliette-sur-Viaur      | 634                              | 16,71         | 38               | Monts du Réquistanais Cassagnes-Bégonhès                    | Villefranche-de-Rouergue Rodez                   | Pays Ségali Communauté                   |
| 12241      | 12850       | Sainte-Radegonde               | 1774                             | 30,48         | 58               | Nord-Lévezou Rodez-Est                                      | Rodez                                            | Rodez Agglomération                      |
| 12221      | 12320       | Saint-Félix-de-Lunel           | 384                              | 18,98         | 20               | Lot et Dourdou Conques                                      | Rodez                                            | Conques-Marcillac                        |
| 12222      | 12400       | Saint-Félix-de-Sorgues         | 193                              | 31,00         | 6                | Saint-Affrique                                              | Millau                                           | Saint Affricain, Roquefort, Sept Vallons |
| 12224      | 12130       | Saint Geniez d’Olt et d’Aubrac | 2167                             | 90,17         | 24               | Lot et Palanges Saint-Geniez-d’Olt                          | Rodez                                            | Causses à l’Aubrac                       |
| 12225      | 12100       | Saint-Georges-de-Luzençon      | 1584                             | 47,73         | 33               | Millau-1 Millau-Ouest                                       | Millau                                           | Millau Grands Causses                    |
| 12226      | 12140       | Saint-Hippolyte                | 426                              | 36,87         | 12               | Lot et Truyère Entraygues-sur-Truyère                       | Rodez                                            | Comtal Lot et Truyère                    |
| 12227      | 12260       | Saint-Igest                    | 181                              | 11,72         | 15               | Villeneuvois et Villefranchois Villeneuve                   | Villefranche-de-Rouergue                         | Ouest Aveyron Communauté                 |
| 12228      | 12480       | Saint-Izaire                   | 318                              | 34,48         | 9                | Saint-Affrique                                              | Millau                                           | Saint Affricain, Roquefort, Sept Vallons |
| 12229      | 12250       | Saint-Jean-d’Alcapiès          | 223                              | 8,62          | 26               | Saint-Affrique                                              | Millau                                           | Saint Affricain, Roquefort, Sept Vallons |
| 12230      | 12170       | Saint-Jean-Delnous             | 382                              | 18,29         | 21               | Monts du Réquistanais Réquista                              | Millau Rodez                                     | Réquistanais                             |
| 12231      | 12230       | Saint-Jean-du-Bruel            | 665                              | 37,23         | 18               | Millau-2 Nant                                               | Millau                                           | Larzac et Vallées                        |
| 12232      | 12250       | Saint-Jean-et-Saint-Paul       | 284                              | 37,91         | 7                | Causses-Rougiers Cornus                                     | Millau                                           | Larzac et Vallées                        |
| 12233      | 12550       | Saint-Juéry                    | 276                              | 29,01         | 10               | Causses-Rougiers Saint-Sernin-sur-Rance                     | Millau                                           | Saint Affricain, Roquefort, Sept Vallons |
| 12235      | 12800       | Saint-Just-sur-Viaur           | 210                              | 25,10         | 8                | Ceor-Ségala Naucelle                                        | Villefranche-de-Rouergue Rodez                   | Pays Ségali Communauté                   |
| 12237      | 12560       | Saint-Laurent-d’Olt            | 631                              | 28,74         | 22               | Tarn et Causses Campagnac                                   | Rodez Millau                                     | Causses à l’Aubrac                       |
| 12236      | 12620       | Saint-Laurent-de-Lévézou       | 157                              | 23,33         | 7                | Raspes et Lévezou Vézins-de-Lévézou                         | Millau                                           | Lévézou Pareloup                         |
| 12238      | 12780       | Saint-Léons                    | 427                              | 32,89         | 13               | Raspes et Lévezou Vézins-de-Lévézou                         | Millau                                           | Lévézou Pareloup                         |
| 12239      | 12130       | Saint-Martin-de-Lenne          | 334                              | 9,48          | 35               | Tarn et Causses Campagnac                                   | Rodez Millau                                     | Causses à l’Aubrac                       |
| 12240      | 12300       | Saint-Parthem                  | 406                              | 20,43         | 20               | Lot et Dourdou Decazeville                                  | Villefranche-de-Rouergue                         | Decazeville Communauté                   |
| 12242      | 12200       | Saint-Rémy                     | 307                              | 8,98          | 34               | Villeneuvois et Villefranchois Villeneuve                   | Villefranche-de-Rouergue                         | Ouest Aveyron Communauté                 |
| 12243      | 12490       | Saint-Rome-de-Cernon           | 961                              | 37,88         | 25               | Saint-Affrique                                              | Millau                                           | Saint Affricain, Roquefort, Sept Vallons |
| 12244      | 12490       | Saint-Rome-de-Tarn             | 899                              | 52,06         | 17               | Raspes et Lévezou Saint-Rome-de-Tarn                        | Millau                                           | Muse et Raspes du Tarn                   |
| 12246      | 12300       | Saint-Santin                   | 517                              | 22,78         | 23               | Lot et Dourdou Decazeville                                  | Villefranche-de-Rouergue                         | Decazeville Communauté                   |
| 12247      | 12560       | Saint-Saturnin-de-Lenne        | 325                              | 33,81         | 10               | Tarn et Causses Campagnac                                   | Rodez Millau                                     | Causses à l’Aubrac                       |
| 12248      | 12380       | Saint-Sernin-sur-Rance         | 586                              | 11,14         | 53               | Causses-Rougiers Saint-Sernin-sur-Rance                     | Millau                                           | Monts, Rance et Rougier                  |
| 12249      | 12370       | Saint-Sever-du-Moustier        | 180                              | 26,03         | 7                | Causses-Rougiers Belmont-sur-Rance                          | Millau                                           | Monts, Rance et Rougier                  |
| 12250      | 12460       | Saint-Symphorien-de-Thénières  | 219                              | 31,63         | 7                | Aubrac et Carladez Saint-Amans-des-Cots                     | Rodez                                            | Aubrac, Carladez et Viadène              |
| 12251      | 12400       | Saint-Victor-et-Melvieu        | 313                              | 17,91         | 17               | Raspes et Lévezou Saint-Rome-de-Tarn                        | Millau                                           | Muse et Raspes du Tarn                   |
| 12252      | 12260       | Salles-Courbatiès              | 480                              | 13,35         | 36               | Lot et Montbazinois Capdenac-Gare                           | Villefranche-de-Rouergue                         | Ouest Aveyron Communauté                 |
| 12253      | 12410       | Salles-Curan                   | 1030                             | 93,90         | 11               | Raspes et Lévezou Salles-Curan                              | Millau                                           | Lévézou Pareloup                         |
| 12254      | 12330       | Salles-la-Source               | 2313                             | 78,03         | 30               | Vallon Marcillac-Vallon                                     | Rodez                                            | Conques-Marcillac                        |
| 12255      | 12120       | Salmiech                       | 764                              | 28,16         | 27               | Monts du Réquistanais Cassagnes-Bégonhès                    | Millau Rodez                                     | Pays de Salars                           |
| 12256      | 12260       | Salvagnac-Cajarc               | 361                              | 23,19         | 16               | Villeneuvois et Villefranchois Villeneuve                   | Villefranche-de-Rouergue                         | Grand-Figeac                             |
| 12259      | 12200       | Sanvensa                       | 643                              | 25,48         | 25               | Aveyron et Tarn Najac                                       | Villefranche-de-Rouergue                         | Ouest Aveyron Communauté                 |
| 12260      | 12230       | Sauclières                     | 182                              | 38,81         | 5                | Causses-Rougiers Nant                                       | Millau                                           | Larzac et Vallées                        |
| 12261      | 12260       | Saujac                         | 125                              | 12,23         | 10               | Villeneuvois et Villefranchois Villeneuve                   | Villefranche-de-Rouergue                         | Ouest Aveyron Communauté                 |
| 12262      | 12800       | Sauveterre-de-Rouergue         | 711                              | 23,43         | 30               | Ceor-Ségala Baraqueville-Sauveterre                         | Villefranche-de-Rouergue Rodez                   | Pays Ségali Communauté                   |
| 12263      | 12200       | Savignac                       | 755                              | 15,28         | 49               | Villeneuvois et Villefranchois Villefranche-de-Rouergue     | Villefranche-de-Rouergue                         | Ouest Aveyron Communauté                 |
| 12264      | 12740       | Sébazac-Concourès              | 3266                             | 25,82         | 126              | Causse-Comtal Rodez-Nord                                    | Rodez                                            | Rodez Agglomération                      |
| 12265      | 12190       | Sébrazac                       | 533                              | 25,04         | 21               | Lot et Truyère Estaing                                      | Rodez                                            | Comtal Lot et Truyère                    |
| 12266      | 12290       | Ségur                          | 540                              | 67,05         | 8                | Raspes et Lévezou Vézins-de-Lévézou                         | Millau                                           | Lévézou Pareloup                         |
| 12268      | 12320       | Sénergues                      | 424                              | 44,90         | 9                | Lot et Dourdou Conques                                      | Rodez                                            | Conques-Marcillac                        |
| 12270      | 12150       | Sévérac d’Aveyron              | 4044                             | 208,72        | 19               | Tarn et Causses Sévérac-le-Château                          | Rodez Millau                                     | Causses à l’Aubrac                       |
| 12272      | 12700       | Sonnac                         | 517                              | 11,98         | 43               | Lot et Montbazinois Capdenac-Gare                           | Villefranche-de-Rouergue                         | Grand-Figeac                             |
| 12273      | 12210       | Soulages-Bonneval              | 302                              | 15,16         | 20               | Aubrac et Carladez Laguiole                                 | Rodez                                            | Aubrac, Carladez et Viadène              |
| 12274      | 12360       | Sylvanès                       | 116                              | 16,96         | 7                | Causses-Rougiers Camarès                                    | Millau                                           | Monts, Rance et Rougier                  |
| 12275      | 12360       | Tauriac-de-Camarès             | 35                               | 24,75         | 1                | Causses-Rougiers Camarès                                    | Millau                                           | Monts, Rance et Rougier                  |
| 12276      | 12800       | Tauriac-de-Naucelle            | 386                              | 21,59         | 18               | Ceor-Ségala Naucelle                                        | Villefranche-de-Rouergue Rodez                   | Pays Ségali Communauté                   |
| 12277      | 12600       | Taussac                        | 508                              | 39,30         | 13               | Aubrac et Carladez Mur-de-Barrez                            | Rodez                                            | Aubrac, Carladez et Viadène              |
| 12278      | 12440       | Tayrac                         | 188                              | 15,73         | 12               | Aveyron et Tarn La Salvetat-Peyralès                        | Villefranche-de-Rouergue Rodez                   | Aveyron Bas Ségala Viaur                 |
| 12280      | 12600       | Thérondels                     | 359                              | 38,47         | 9                | Aubrac et Carladez Mur-de-Barrez                            | Rodez                                            | Aubrac, Carladez et Viadène              |
| 12281      | 12200       | Toulonjac                      | 752                              | 7,25          | 104              | Villeneuvois et Villefranchois Villefranche-de-Rouergue     | Villefranche-de-Rouergue                         | Ouest Aveyron Communauté                 |
| 12282      | 12250       | Tournemire                     | 420                              | 8,91          | 47               | Saint-Affrique                                              | Millau                                           | Saint Affricain, Roquefort, Sept Vallons |
| 12283      | 12290       | Trémouilles                    | 473                              | 28,83         | 16               | Raspes et Lévezou Pont-de-Salars                            | Millau Rodez                                     | Pays de Salars                           |
| 12286      | 12400       | Vabres-l’Abbaye                | 1209                             | 41,36         | 29               | Saint-Affrique                                              | Millau                                           | Saint Affricain, Roquefort, Sept Vallons |
| 12287      | 12200       | Vailhourles                    | 651                              | 32,41         | 20               | Villefranche-de-Rouergue                                    | Villefranche-de-Rouergue                         | Ouest Aveyron Communauté                 |
| 12288      | 12330       | Valady                         | 1617                             | 15,51         | 104              | Vallon Marcillac-Vallon                                     | Rodez                                            | Conques-Marcillac                        |
| 12289      | 12220       | Valzergues                     | 204                              | 6,49          | 31               | Lot et Montbazinois Montbazens                              | Villefranche-de-Rouergue                         | Plateau de Montbazens                    |
| 12290      | 12220       | Vaureilles                     | 489                              | 14,24         | 34               | Villeneuvois et Villefranchois Montbazens                   | Villefranche-de-Rouergue                         | Plateau de Montbazens                    |
| 12291      | 12520       | Verrières                      | 364                              | 53,01         | 7                | Tarn et Causses Saint-Beauzély                              | Millau                                           | Muse et Raspes du Tarn                   |
| 12292      | 12400       | Versols-et-Lapeyre             | 419                              | 27,95         | 15               | Saint-Affrique                                              | Millau                                           | Saint Affricain, Roquefort, Sept Vallons |
| 12293      | 12720       | Veyreau                        | 129                              | 41,09         | 3                | Tarn et Causses Peyreleau                                   | Millau                                           | Millau Grands Causses                    |
| 12294      | 12780       | Vézins-de-Lévézou              | 650                              | 78,96         | 8                | Raspes et Lévezou Vézins-de-Lévézou                         | Millau                                           | Lévézou Pareloup                         |
| 12295      | 12250       | Viala-du-Pas-de-Jaux           | 88                               | 18,95         | 5                | Causses-Rougiers Cornus                                     | Millau                                           | Larzac et Vallées                        |
| 12296      | 12490       | Viala-du-Tarn                  | 527                              | 38,56         | 14               | Tarn et Causses Saint-Beauzély                              | Millau                                           | Muse et Raspes du Tarn                   |
| 12298      | 12580       | Villecomtal                    | 426                              | 14,05         | 30               | Lot et Truyère Estaing                                      | Rodez                                            | Comtal Lot et Truyère                    |
| 12299      | 12430       | Villefranche-de-Panat          | 678                              | 29,13         | 23               | Raspes et Lévezou Salles-Curan                              | Millau                                           | Lévézou Pareloup                         |
| 12300      | 12200       | Villefranche-de-Rouergue       | 11.502                           | 45,85         | 251              | Villefranche-de-Rouergue                                    | Villefranche-de-Rouergue                         | Ouest Aveyron Communauté                 |
| 12301      | 12260       | Villeneuve                     | 1952                             | 65,30         | 30               | Villeneuvois et Villefranchois Villeneuve                   | Villefranche-de-Rouergue                         | Ouest Aveyron Communauté                 |
| 12303      | 12310       | Vimenet                        | 249                              | 20,95         | 12               | Lot et Palanges Laissac                                     | Rodez                                            | Causses à l’Aubrac                       |
| 12305      | 12110       | Viviez                         | 1214                             | 6,53          | 186              | Lot et Dourdou Aubin                                        | Villefranche-de-Rouergue                         | Decazeville Communauté                   |

## Veränderungen im Gemeindebestand seit der landesweiten Neuordnung der Kantone

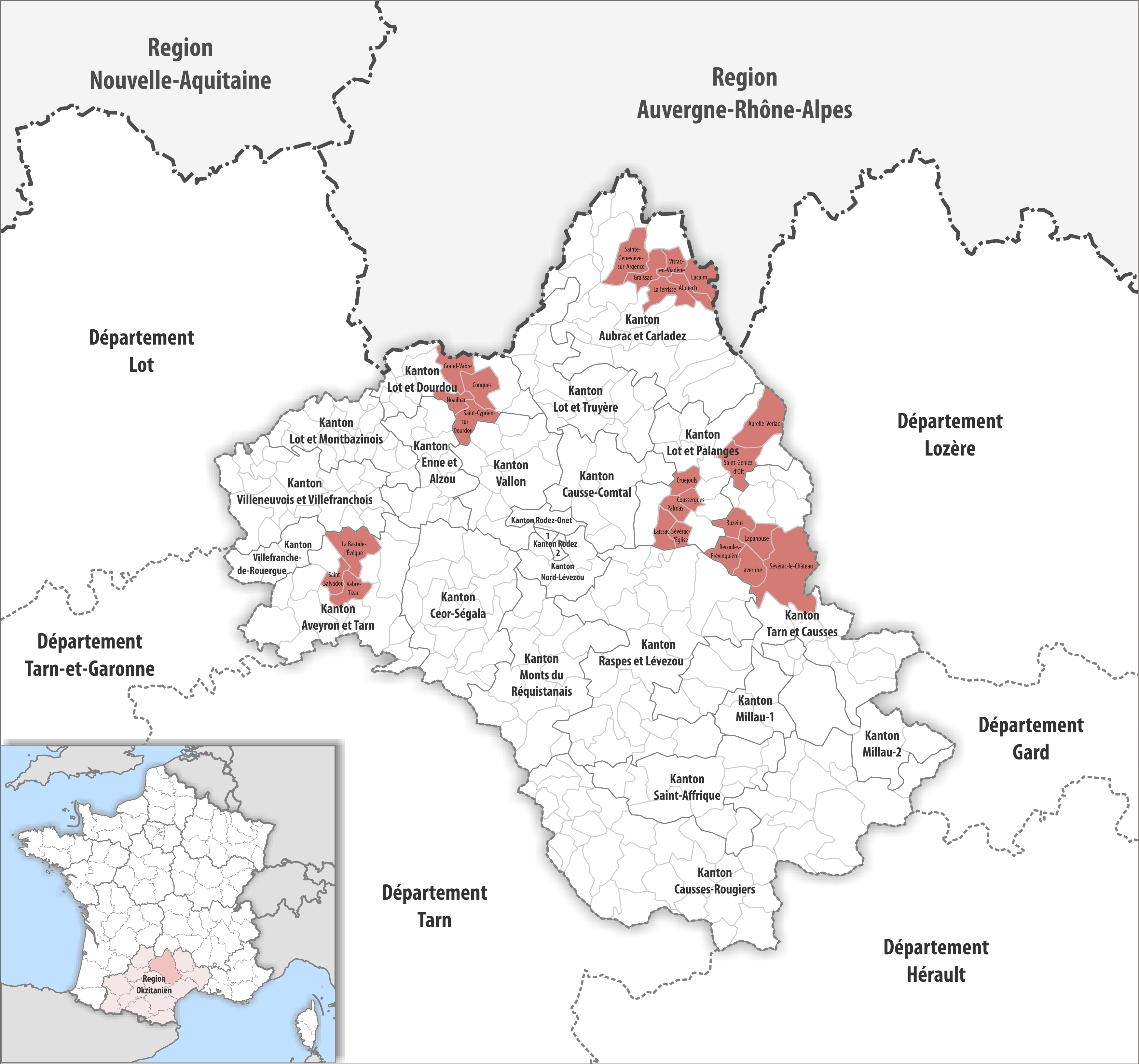
Gemeinden bis 2015
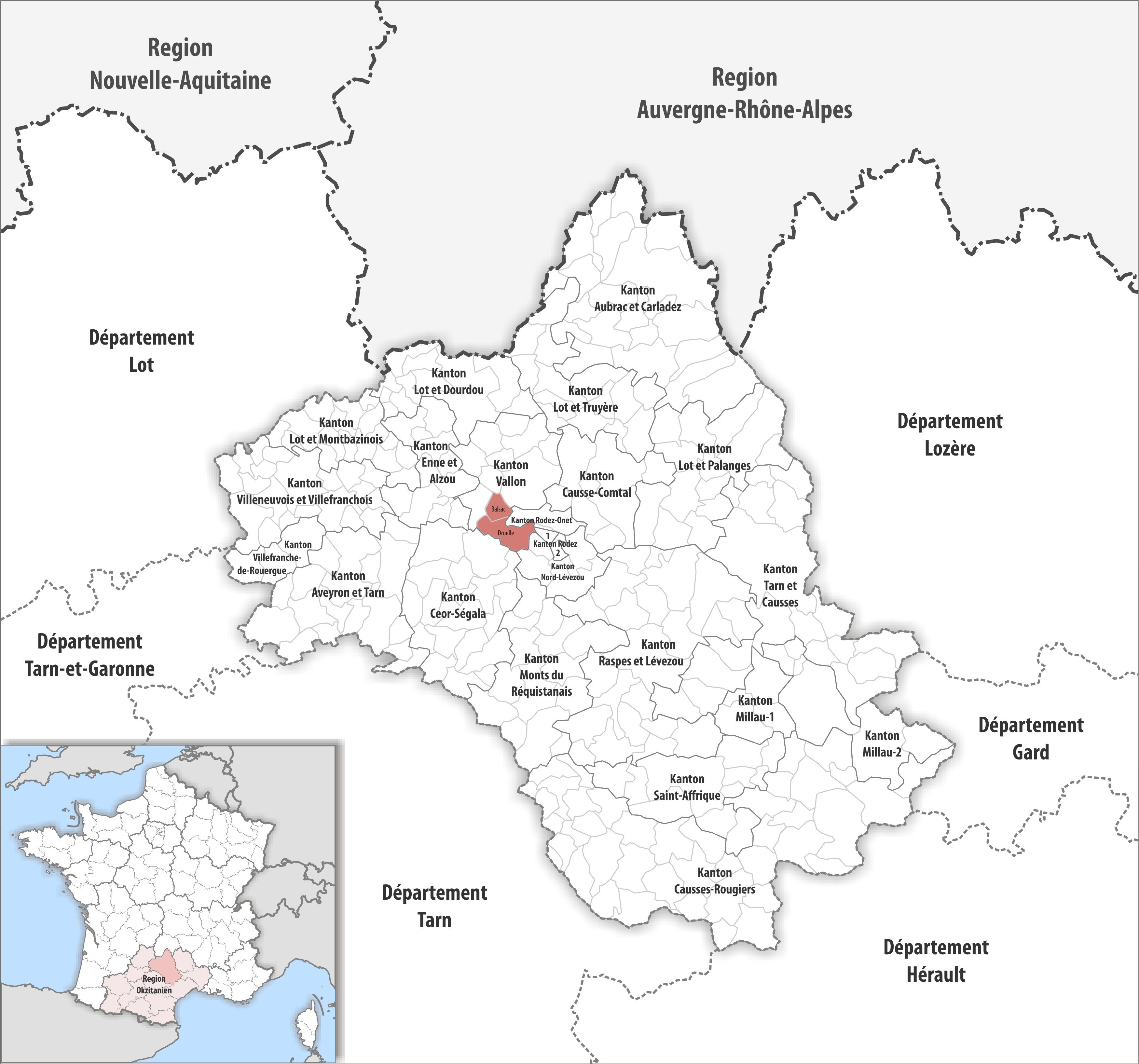
Gemeinden bis 2016

2017:
- Fusion Balsac und Druelle → Druelle Balsac

2016: 
- Fusion Alpuech, Graissac, La Terrisse, Lacalm, Sainte-Geneviève-sur-Argence und Vitrac-en-Viadène → Argences en Aubrac
- Fusion Conques, Grand-Vabre, Noailhac und Saint-Cyprien-sur-Dourdou → Conques-en-Rouergue
- Fusion Laissac und Sévérac-l’Église → Laissac-Sévérac l’Église
- Fusion La Bastide-l’Évêque, Saint-Salvadou und Vabre-Tizac → Le Bas Ségala
- Fusion Coussergues, Cruéjouls und Palmas → Palmas d’Aveyron
- Fusion Aurelle-Verlac und Saint-Geniez-d’Olt → Saint Geniez d’Olt et d’Aubrac
- Fusion Buzeins, Lapanouse, Lavernhe, Recoules-Prévinquières und Sévérac-le-Château → Sévérac d’Aveyron